# Дамаскин (Румелиотис)
Митрополи́т Дамаски́н (греч. Μητροπολίτης Δαμασκηνός, в миру Пе́трос Румелио́тис, греч. Πέτρος Ρουμελιώτης; 15 апреля 1920, Ихалия Мессинийская, Греция — 6 ноября 2012) — епископ Константинопольской православной церкви и Элладской православной церкви, митрополит Маронийский и Комотинийский (1974—2012).

## Биография
Окончил начальную школу в своей деревне и в возрасте 13 лет отправился в Афины, где он работал в качестве продавца-консультанта. Служил в армии.
4 марта 1951 года был рукоположен во диакона. Служил в Каламате и Афинах.
В 1958 года окончил богословский факультет Афинского университета.
21 сентября того же года был рукоположен во пресвитера и направлен в Маронийскую митрополию. Здесь развил значительную миссионерскую деятельность, получившую высокую оценку Священного Синода Элладской Церкви.
В 1974 году был избран и 30 мая того же года рукоположен во епископа с возведением в сан митрополита Маронийского.
Скончался 6 ноября 2012 года в больнице города Комотини, куда был госпитализирован тремя неделями ранее с сердечной, дыхательной и почечной недостаточностью.